# Ammoconia senex
Ammoconia senex, auch Mittelrheintal-Frühherbsteule oder Mittelrheintal-Graseule genannt, ist ein Schmetterling (Nachtfalter) aus der Familie der Eulenfalter (Noctuidae).

## Merkmale

### Falter
Mit einer Flügelspannweite von 36 bis 46 Millimetern zählen die Falter zu den mittelgroßen Eulenfaltern. Die Grundfärbung der Vorderflügel variiert von weißgrau über aschgrau bis zu blaugrau. Die Querlinien sowie die Wellenlinie sind oftmals undeutlich ausgebildet. Nieren- und Ringmakel sind groß, schimmern in der Tönung der Grundfarbe und sind dünn umrandet. Am Saum befinden sich einige sehr kleine Keilflecke. Bei den männlichen Exemplaren sind die Hinterflügel weiß gefärbt, bei den Weibchen graubraun mit weißlichen Fransen.

### Ei, Raupe, Puppe
Das Ei hat eine halbkugelige Form mit einer stark abgeflachten Basis und ist mit geraden Rippen versehen. Die Mikropylzone ist eingesenkt. Charakteristisch ist die rötlichgelbe Färbung, die eine mehrfach unterbrochene rotbraune Binde sowie ebensolche Flecke im mittleren Bereich zeigt.
Jüngere Raupen haben eine grüne Farbe und sind mit einer hellen Rückenlinie und einem ebenso gefärbten Seitenstreifen versehen. Bei den erwachsenen Tieren herrschen rotgrüne oder grüngraue Grundfarben vor. Auf dem Rücken ist eine dunkle Marmorierung erkennbar. Sowohl die Rückenlinie als auch der Seitenstreifen sind fein, weißlich gefärbt und schwarz eingefasst.
Die kastanienbraune Puppe besitzt einen stielförmigen, mit zwei kräftigen Dornen versehenen, gerunzelten Kremaster.

### Ähnliche Arten
Falter der Graubraunen Frühherbsteule (Ammoconia caecimacula) zeigen überwiegend graubraune Farbelemente. Auch unterscheidet sich diese durch eine markante Verdickung der inneren Querlinie. Während  Ammoconia aholai und Ammoconia anonyma durch ein verdunkeltes Mittelfeld gut zu unterscheiden sind, kann die sehr ähnliche, auf Kreta und dem südlichen Teil des Peloponnes vorkommende Ammoconia reisseri nur durch eine genitalmorphologische Untersuchung zweifelsfrei von senex unterschieden werden.

## Geographische Verbreitung und Lebensraum
Ammoconia senex ist im mediterranen europäischen Raum verbreitet. Ein isoliertes Vorkommen befindet sich am Mittelrhein. Die Art kommt auch in der Türkei, dem Kaukasus, dem Irak und dem Iran vor. Sie ist in verschiedene geographische Unterarten aufgeteilt:
- ssp. senex im nördlichen Mittelmeergebiet,
- ssp. mediorhenana am Mittelrhein,
- ssp. typhoea auf Sizilien,
- ssp. wagneri in Bulgarien,
- ssp. victoris in der Türkei,
- ssp. rjabovi in Dagestan sowie
- ssp. transhamadanensis im Iran.[3]

Die Tiere sind hauptsächlich in trockenen, felsigen Gebieten, an warmen Hängen, sonnigen Böschungen oder auf Lichtungen anzutreffen.

## Lebensweise
Die Falter sind nachtaktiv und leben im September und Oktober, zuweilen bis in den November hinein. Sie werden sehr stark von künstlichen Lichtquellen und Ködern angezogen. Als Futterpflanzen der überwiegend von Mai bis Juli lebenden Raupen werden niedrige Pflanzen angegeben, beispielsweise Wegerich-  (Plantago) und Löwenzahnarten (Taraxacum). Überwinterungsstadium ist das Ei.

## Gefährdung
Die Art kommt in Deutschland nur am Mittelrhein vor und wird auf der Roten Liste gefährdeter Arten in Kategorie 1 (Vom Aussterben bedroht) geführt.